# Rue Auboin
Pour les articles homonymes, voir Auboin.
La rue Auboin est une ancienne voie du 17e arrondissement de Paris, en France.

## Situation et accès
La rue Auboin est une voie publique située dans le 17e arrondissement de Paris. Une partie de la rue est sur le territoire de Clichy et sous le boulevard périphérique.

## Origine du nom
La rue tire son nom de celui d'un ancien propriétaire.

## Historique
Située sur le territoire de Clichy, la voie est annexée à Paris par décret du 27 juillet 1930.
L'assiette de la voie est modifiée et en partie supprimée lors de la création du boulevard périphérique en 1969.